# Couvent Saint-Augustin de Matera
 Le couvent de Saint-Augustin de Matera (en italien, Complesso di Sant'Agostino), formé par l'église et le couvent, est un édifice du culte datant de la fin du XVIe siècle situé dans la ville de Matera, précisément dans les quartiers des Sassi. Il a également été reconnu monument national italien par arrêté ministériel du 24 septembre 1988.

## Histoire

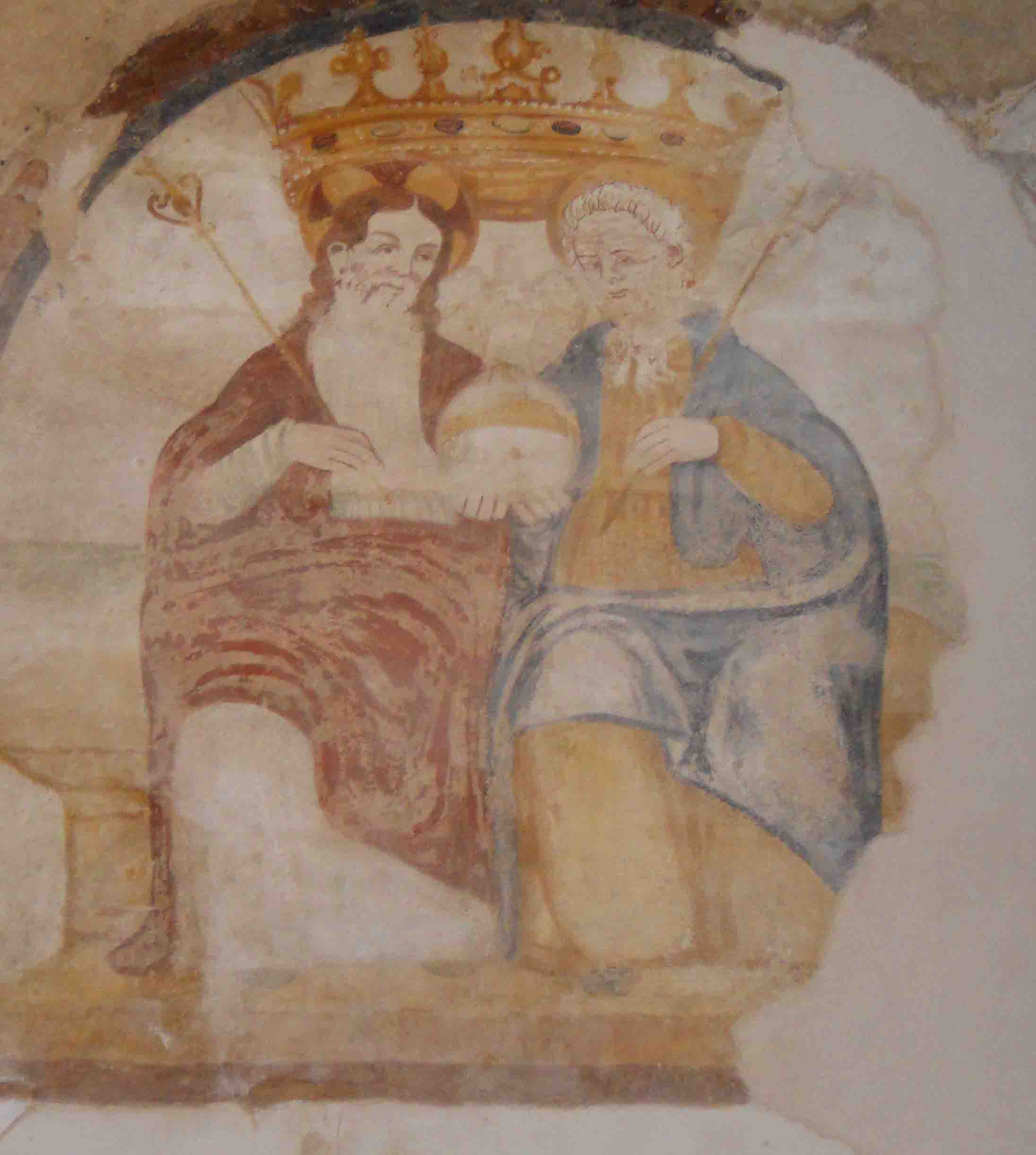
Fresque de la Sainte Trinité dans l'église rupestre de San Guglielmo da Vercelli qui est située sous le couvent de Sant'Agostino

Le complexe comprend le couvent construit par les moines de l'ordre des émérites de Sant'Agostino, construit en 1592 et l'église de Santa Maria delle Grazie, construite en 1594. Le premier a été fondé sur un ancien hypogée dédié à San Guglielmo da Vercelli. Détruit en 1734 par un terrible tremblement de terre, le complexe fut restauré et devint plus tard le siège du Chapitre général de l'Ordre des Augustins. Le couvent a ensuite été fermé. Aujourd'hui, c'est le siège de la Surintendance du patrimoine architectural et environnemental.

## Description

### Architecture
La façade de l'église est dominée par le portail central, dominé par une niche avec la statue de Saint-Augustin. Des deux côtés de la corniche en surplomb se trouvent les statues de Saint Paul et Saint Pierre. Entre l'église et le couvent, le clocher en tuf s'élève.

## Articles associés
- Matera
- Sassi di Matera
- Architecture baroque